# 张建国 (中国山西政治人物)
张建国（1961年7月—），山西临汾人，汉族，中国共产党党员。中华人民共和国政治人物、第十三届全国人民代表大会山西省代表。

## 生平
2018年，张建国被选为山西省出席第十三届全国人民代表大会代表。